# Ел Мубараз
Ел Мубараз (арап. ‏المبرز) је град у Саудијској Арабији у Источној провинцији. Према процени из 2004. у граду је живело 285.067 становника.

## Становништво
Према попису, у граду је 2004. живело 285.067 становника.
| 1974.  | 1992.   | 2004.   |
| ------ | ------- | ------- |
| 54.325 | 219.123 | 285.067 |